# David Ghirlandaio
David Ghirlandaio, noto anche come Davide e col cognome originario di Bigordi (Firenze, 14 marzo 1452 – 10 aprile 1525), è stato un pittore italiano, contemporaneo di Botticelli e di Filippino Lippi.

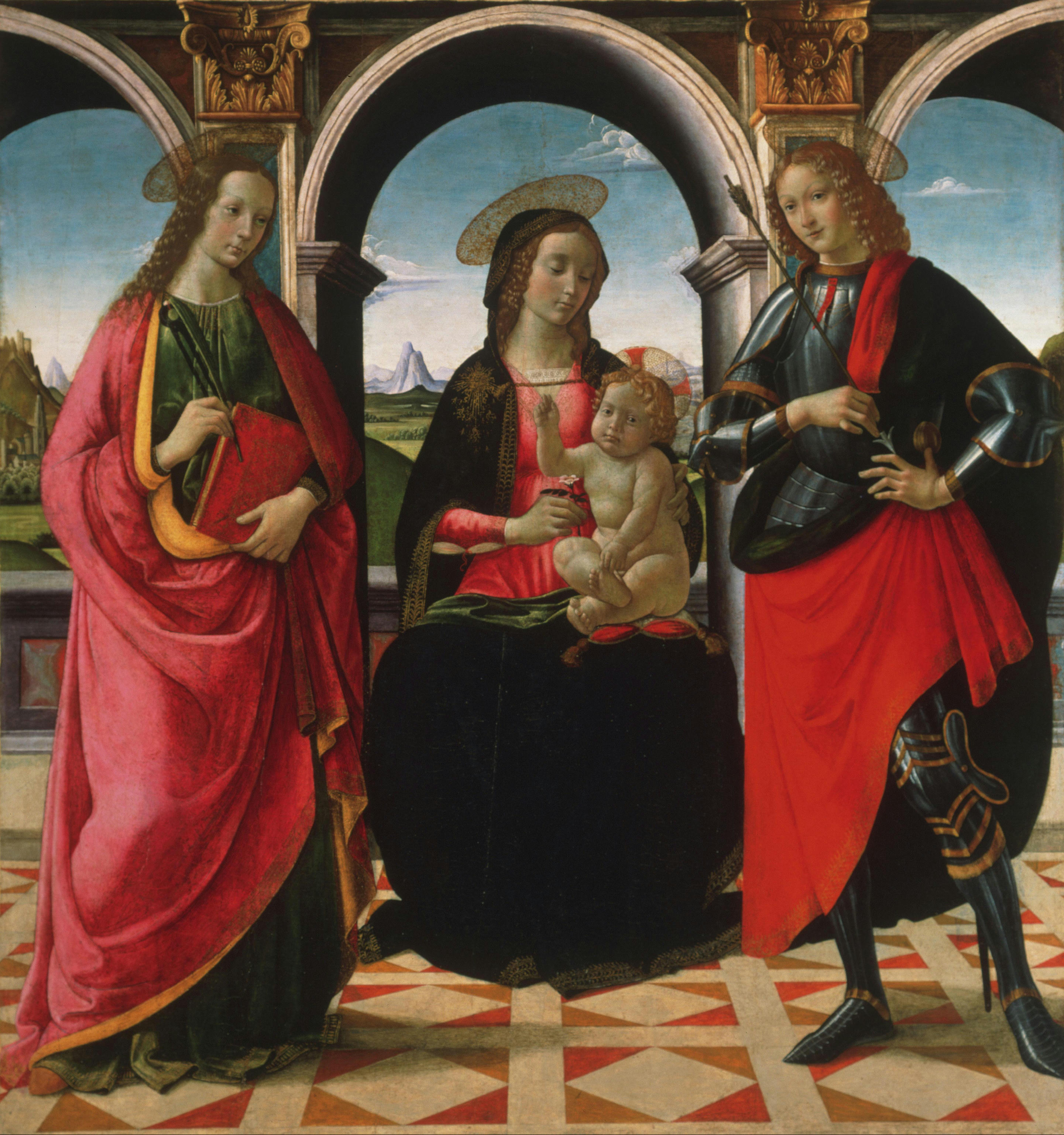
La
Madonna col Bambino tra i Santi Apollonia e Sebastiano

I suoi fratelli furono Benedetto Ghirlandaio (1458-1497) e, il più famoso, Domenico Ghirlandaio (1449-1494) entrambi pittori, così come lo è stato il nipote Ridolfo del Ghirlandaio (1483-1561). 
Davide fu soprattutto un assistente di suo fratello Domenico, alla morte del quale assunse la guida della bottega, curando anche la formazione del figlio di Domenico, Ridolfo. 
Si distinse nella decorazione a mosaico della cattedrale ad Orvieto, e sue opere a mosaico restano anche nel duomo di Firenze (lunetta dell'Annunciazione) e sulla facciata della basilica della Santissima Annunziata, sempre a Firenze. Lavorò anche a Roma sotto Sisto IV, decorando ad affresco le lunette della Biblioteca Sistina.